# خيمينا دياث

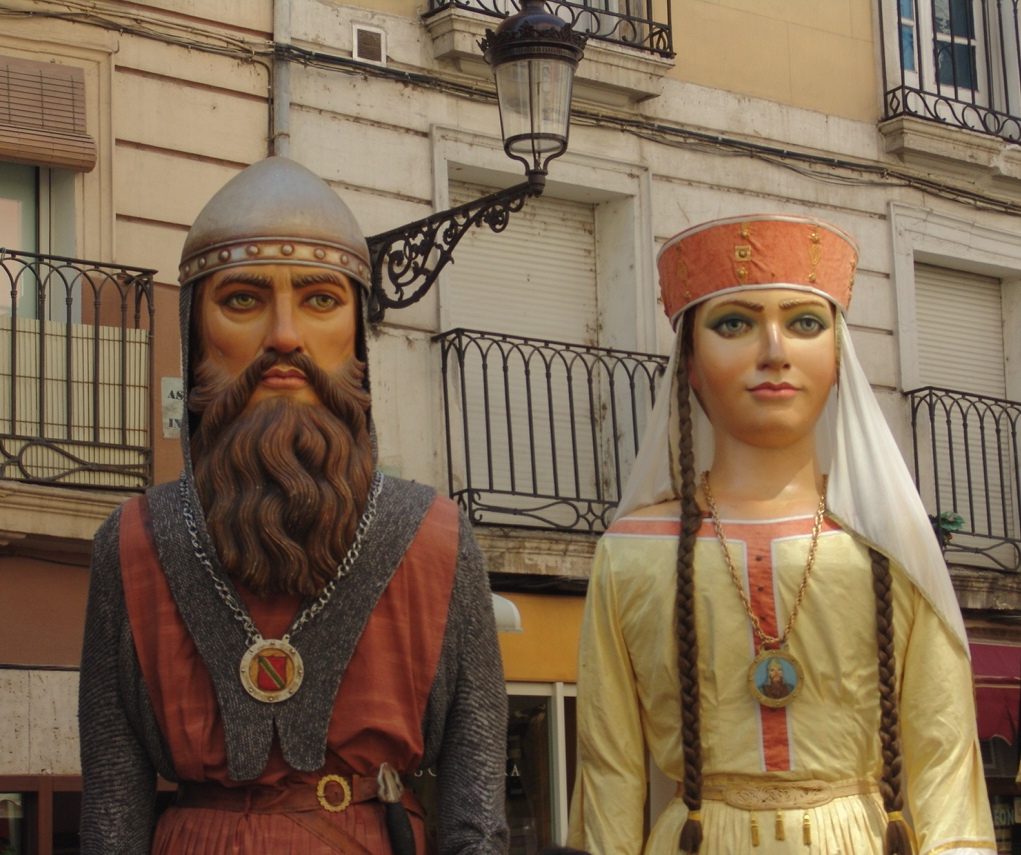
تماثيل عملاقة لخيمينا دياث وزوجها رودريغو دياث

خيمينا دياث (ولدت قبل يوليو 1046م– ق. 1116م) زوجة رودريغو دياث دي فيفار التي تزوجته بين يوليو 1074م و12 مايو 1076م، وخليفته على عرش بلنسية بين سنتي 1099-1102م.

## سيرتها
كانت خيمينا ابنة لدييغو فرنانديث كونت أوفييدو، وهو ابن الكونت فرناندو فلينيث، واسم أمها كريستينا، وهي شقيقة النبيل والقائد العسكري فرناندو دياث.
بعد زواجها من رودريغو دياث دي فيفار، أصبحت خيمينا في معيّة زوجها، ولكنه من غير الواضح هل صحبت زوجها في منفاه في طائفة سرقسطة بين سنتي 1080-1086م، عندما عمل كقائد في جيوش المقتدر بن هود والمؤتمن بن هود والمستعين بن هود أم لا؟. كما أن المعلومات شحيحة عن ما إذا كانت قد صحبته إلى أستورياس، وإن كانت هناك بعض الوثائق تزعم أنها تواجدت في مدينة تُل في أستورياس سنة 1083م.
في بداية منفاه الثاني سنة 1089م، سُجنت خيمينا وأولادها كريستينا ودييغو وماريا بأمر من ألفونسو السادس ملك قشتالة. ولا يُعرف عنها شيئًا حتى نهاية سنة 1094م، عندما انتصر زوجها رودريغو في معركة قوارت التي أمّنت حُكمه لبلنسية التي احتلها في 17 يونيو من نفس السنة، فلحقت خيمينا بزوجها حتى وفاته سنة 1099م. بعد وفاة زوجها، أصبحت خيمينا سيدة بلنسية حتى سنة 1102م، عندما أمرها ألفونسو السادس بترك المدينة للمرابطين لاستحالة الدفاع عنها. وصحبها ألفونسو السادس خلال عودتها إلى قشتالة. وهناك وثيقة تبرع لكاتدرائية بلنسية سنة 1101م تحمل توقيع خيمينا دياث لا تزال باقية إلى اليوم.

## وفاتها

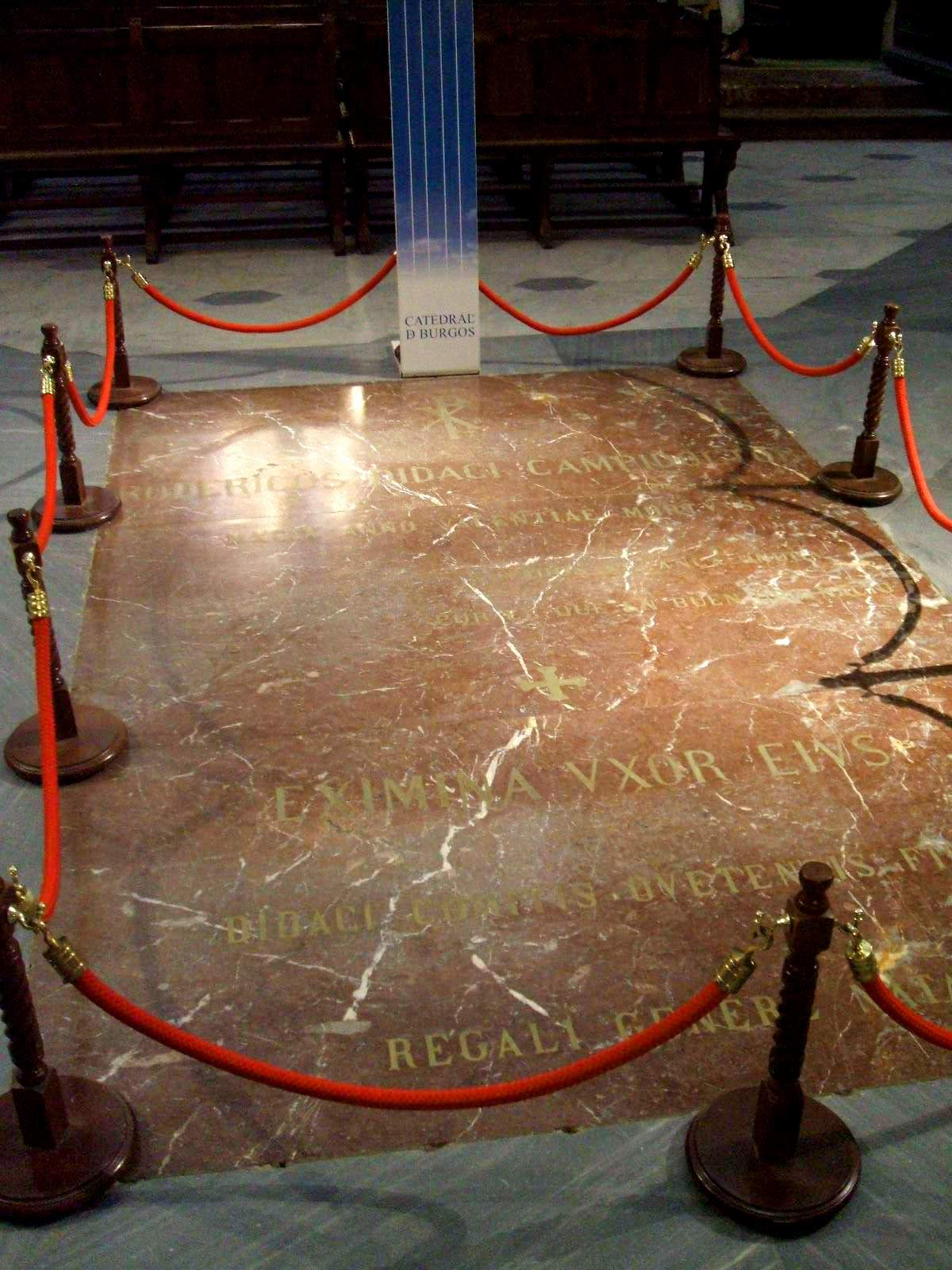
قبر خيمينا وزوجها رودريغو دياث.

ومن المرجّح أنها عاشت سنواتها الأخيرة في برغش أو بالقرب منها. وتوفيت خيمينا في الفترة من 29 أغسطس 1113م، وسنة 1116م، والأغلب أنها توفيت في سنة 1116م. توفي ابنها دييغو في معركة كونسويجرا سنة 1097م، وتزوجت ابنتها كريستينا من راميرو سانشيث كونت مونثون، وأصبحت أمًا لغارسيا راميريث ملك نافارا، بينما تزوجت ابنتها ماريا من ريموند برانجيه الثالث كونت برشلونة.
دُفنت خيمينا وزوجها رودريغو دياث في دير سان بيدرو دي كاردينيا. وبعد أن نُبش قبرهما خلال الحروب النابليونية، أعيد دفن رفاتهما في برغش، وهما مدفونان الآن في كاتدرائية برغش.